# Qin Kai
Qin Kai (n. 31 ianuarie 1986, Xi'an, Republica Populară Chineză) este un săritor în apă ce a reprezentat Republica Populară Chineză, medaliat olimpic. A participat la 3 ediții ale Jocurilor Olimpice (2008, 2012, 2016) în care a câștigat două medalii de aur, o medalie de argint și o medalie de bronz.